# João Martins Ribeiro

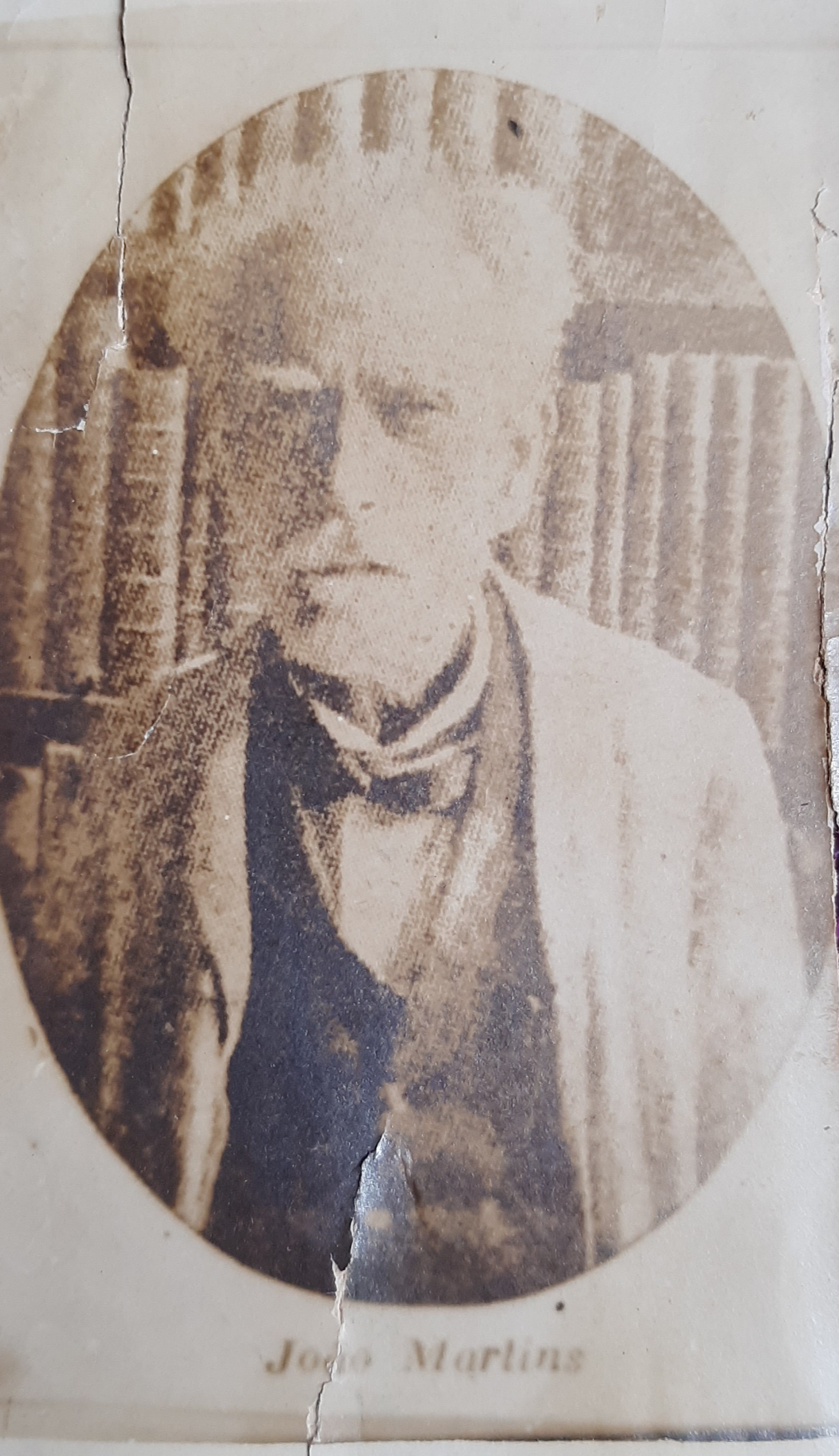
Foto do livreiro João Martins Ribeiro

João Martins Ribeiro (Ilha da Madeira, 20 de março de 1840 - Rio de Janeiro, 24 de abril de 1926) foi célebre livreiro e bibliófilo luso-brasileiro, fundou a Livraria Martins, e reconhecido por haver doado o exemplar da obra História do Brasil, de 1627, à Biblioteca Nacional.

## Livreiro
Tendo se mudado para o Rio de Janeiro em 1871, Martins demonstra ser um habilidoso comerciante de livros, que lia e oferecia aos clientes, dentre os quais contavam-se os maiores nomes da cultura brasileira durante as cinco décadas em que permaneceu ativo, dentre os quais se contam Joaquim Manuel de Macedo, José de Alencar, Machado de Assis, Franklin Távora, Sílvio Romero, Artur Azevedo, Barão de Paranapiacaba, Mario de Alencar, José Feliciano de Castilho, Ruy Barbosa, Francisco Adolfo de Varnhagen e o Visconde do Rio Branco.
Publicava, no Jornal do Commercio, anúncios das obras que clientes, como Ruy, liam e selecionavam o que queriam adquirir. O político Silveira Martins, grande orador, certa feita protagonizou na livraria do Martins um episódio marcante: saindo da Câmara dos Deputados, em sendo à época o Rio a capital do país, entrou na livraria e passou a ler um trecho dos Sermões de Vieira, e logo juntou-se uma multidão às portas da loja, para ouvi-lo.
Mudou-se de endereço diversas vezes, sendo a última delas em 1892, levando em cada uma delas seu imenso acervo para o novo local.
O trabalho de Martins era tão importante para os bibliófilos à sua época que era corrente a máxima: "À procura de um livro, vá visitar o Martins".

## O "História do Brasil" de Vicente do Salvador
Pesquisava Capistrano de Abreu o paradeiro da obra História do Brasil, do Frei Vicente do Salvador, para a sua publicação. Após buscas em Portugal, onde Francisco Adolfo de Varnhagen teria manuseado um exemplar que teria se extraviado, apenas fragmentos da obra tinham sido encontrados e publicados na revista do Instituto Histórico e Geográfico do Brasil.
Em 1881 é realizada no Rio de Janeiro a "Exposição de História e Geografia do Brasil", para a qual doa à Biblioteca Nacional do Brasil o livreiro João Martins Ribeiro um manuscrito, com capa de couro ao estilo português, e cujo exame e antiguidade revelam ser a obra do autor jesuíta, selando a busca empreendida por Capistrano. A obra, até então inédita em sua integralidade, havia sido arrematada por Martins, e gratuitamente doada à Biblioteca Nacional.

## Homenagem
O Imortal da Academia Brasileira Álvaro Moreyra consignou, quando da morte do livreiro: